# 이덕명
서하 태종 이덕명(西夏 太宗 李德明, 982년 ~ 1032년)은 탕구트족의 지도자이자 서하의 12대 군주(재위: 1004년 ~ 1032년)이다. 시호는 광성황제(光聖皇帝)이며 서하 태조(太祖) 이계천(李繼遷)의 아들이자 서하의 초대 황제 경종 이원호의 아버지이다.
그는 송나라 출신으로 1004년에 아버지 이계천이 죽자, 송나라에 의해 서평왕(西平王)이 되었으며 1009년에는 요나라에 의해 하국왕(夏國王)이 되었다.
그는 서하 건국에 대한 기초를 다졌으며 그의 아버지 이계천을 응운법천신지인성지도광덕효광황제(應運法天神智仁聖至道廣德孝光皇帝)로 추존하였다.
1032년에 그가 세상을 떠나자 그의 아들 이원호가 뒤를 이었다.

## 가족

### 부모
- 부황: 태조(太祖) 이계천(李繼遷)
- 모후: 순성황후(順成皇后)

### 후손
- 황후: 혜자돈애황후(惠慈敦愛皇后)
  - 장남: 경종(景宗) 이원호(李元昊) - 서하 초대 황제.
- 첩: 미미씨(羋米氏)
  - 차남: 이성우(李成遇)
- 황후: 태후 와장굴회씨(訛藏屈懷氏)
  - 3남: 이성외(李成嵬)

## 둘러보기
| 전임 서하 태조 | 하국왕 1009년 ~ 1032년 | 후임 서하 경종 |

| 전임 서하 태조 | 서평왕 1004년 ~ 1032년 | 후임 서하 경종 |

1. ↑  이덕명의 차남으로 미미씨(羋米氏) 소생이다
2. ↑  이덕명의 3남으로 이성외는 태후 와장굴회씨 소생이다.